# ミセスコンテスト 奥さまNo.1
『ミセスコンテスト 奥さまNo.1』（ミセスコンテスト おくさまナンバーワン）は、1965年1月10日から12月26日まで毎日放送制作で関西ローカルにて放送された料理番組である。大阪ガス1社提供番組。放送時間は毎週日曜11：30～12：00で、『アベック料理コンテスト』の後番組である。

## 概要
出場者は既婚女性者限定で、クイズや実技で料理などを盛り込んだコーナーに挑戦する番組である。

## 出演者

### 司会者
- 花柳雅一
- 山田邦子（お笑いタレントの山田邦子とは別人）

### 審査員
- 秋田實
- 早川良雄
- 高田好胤